# Vachik Yeguiazarian
Vachik Yeguiazarian –en armenio, Վաչիկ Եղիազարյան– (1 de mayo de 1991) es un deportista armenio que compite en lucha libre. Ganó una medalla de bronce en el Campeonato Europeo de Lucha de 2013, en la categoría de 120 kg.

## Palmarés internacional
| Campeonato Europeo | Campeonato Europeo | Campeonato Europeo | Campeonato Europeo |
| Año                | Lugar              | Medalla            | Categoría          |
| ------------------ | ------------------ | ------------------ | ------------------ |
| 2013               | Tiflis (Georgia)   | Medalla de bronce  | 120 kg             |